# 博汉区
博汉区（俄语：Боханский район）是俄罗斯联邦伊尔库茨克州下辖的一个区，其行政中心为博汉。据2016年统计，该区的人口为24943人。